# Élisabeth d'Ayen
Élisabeth d'Ayen (n. 27 octombrie 1898, Maintenon, Centre-Val de Loire, Franța – d. 7 decembrie 1969, Paris, Région parisienne, Franța) a fost o jucătoare de tenis franceză, medaliată olimpică. A participat la o ediție a Jocurilor Olimpice (1920) în care a câștigat o medalie de bronz.

## Participări
Lista de mai jos prezintă principalele competiții la care a participat Élisabeth d'Ayen de-a lungul carierei.
- tennis op de Olympische Zomerspelen 1920 (vrouwendubbel)[*]